# Championnat d'Europe de poursuite féminin
Pour les articles homonymes, voir Championnat d'Europe de poursuite.
Le Championnat d'Europe de poursuite féminin est le championnat d'Europe de poursuite organisé annuellement par l'Union européenne de cyclisme dans le cadre des championnats d'Europe de cyclisme sur piste élites.

## Palmarès
| Année | Or               | Argent             | Bronze             |
| ----- | ---------------- | ------------------ | ------------------ |
| 2014  | Katie Archibald  | Mieke Kröger       | Vilija Sereikaitė  |
| 2015  | Katie Archibald  | Élise Delzenne     | Ciara Horne        |
| 2016  | Katie Archibald  | Justyna Kaczkowska | Anna Turvey        |
| 2017  | Katie Archibald  | Justyna Kaczkowska | Silvia Valsecchi   |
| 2018  | Lisa Brennauer   | Katie Archibald    | Justyna Kaczkowska |
| 2019  | Franziska Brauße | Lisa Brennauer     | Katie Archibald    |
| 2020  | Neah Evans       | Martina Alzini     | Silvia Valsecchi   |
| 2021  | Lisa Brennauer   | Marion Borras      | Mieke Kröger       |
| 2022  | Mieke Kröger     | Lisa Brennauer     | Vittoria Guazzini  |
| 2023  | Franziska Brauße | Josie Knight       | Mieke Kröger       |
| 2024  | Josie Knight     | Franziska Brauße   | Anna Morris        |
| 2025  | Anna Morris      | Vittoria Guazzini  | Mieke Kröger       |

## Tableau des médailles
| Rang  | Nation          | Or | Argent | Bronze | Total |
| ----- | --------------- | -- | ------ | ------ | ----- |
| 1     | Grande-Bretagne | 7  | 2      | 3      | 12    |
| 2     | Allemagne       | 5  | 4      | 3      | 12    |
| 3     | Italie          | 0  | 2      | 3      | 5     |
| 4     | Pologne         | 0  | 2      | 1      | 3     |
| 5     | France          | 0  | 2      | 0      | 2     |
| 6     | Irlande         | 0  | 0      | 1      | 1     |
| 6     | Lituanie        | 0  | 0      | 1      | 1     |
| Total | Total           | 12 | 12     | 12     | 36    |